# خيسوس دييز ديل كورال
خيسوس دييز ديل كورال Jesús Díez del Corral (ولد في 6 أبريل 1933 – ومات في 19 فبراير 2010) كان لاعب شطرنج إسباني حمل لقب أستاذ كبير.

## ألقاب
- وهو ثاني إسباني يحصل على لقب أستاذ كبير بعد أرتورو بومار.
- منح لقب أستاذ دولي عام 1968.
- نال لقب أستاذ كبير عام 1974.

## إنجازات
- فاز ببطولة إسبانيا للشطرنج عام 1955 و1965.
- كان من أقوى اللاعبين الإسبان في فترة الستينات والسبعينات من القرن العشرين.
- مثل إسبانيا سبعة مرات في أولمبيادات الشطرنج بين 1960 و1982ـ ولعب على الرقعة الأولى ثلاث مرات.

## روابط خارجية
- خيسوس دييز ديل كورال على موقع مباريات الشطرنج (الإنجليزية)
- خيسوس دييز ديل كورال على موقع 365Chess.com (الإنجليزية)
- خيسوس دييز ديل كورال على موقع Chesstempo.com (الإنجليزية)
- خيسوس دييز ديل كورال سجل أولمبياد الشطرنج على موقع OlimpBase.org (الإنجليزية)